# النزوح اللبناني خلال الصراع بين إسرائيل وحزب الله
لقد فرّ مواطنون ومقيمون دائمون في لبنان من البلاد أو نزحوا داخليًا منذ تصاعد التوترات بين إسرائيل وحزب الله بدءًا من عام 2023، وخاصة أثناء وبعد الضربات التي شنتها إسرائيل في سبتمبر/أيلول 2024 في جنوب لبنان ووادي البقاع. وبحلول 25 سبتمبر/أيلول 2024، أفاد مسؤولون لبنانيون أن ما يقرب من 500 ألف شخص نزحوا بسبب الضربات.

## خلفية
بعد يوم واحد من عملية طوفان الأقصى في 7 أكتوبر 2023، انضم حزب الله إلى الصراع، مستشهداً بدعمه للفلسطينيين، بإطلاق النار على مزارع شبعا، وصفد، ونهاريا، ومواقع عسكرية إسرائيلية أخرى. ومنذ ذلك الحين، انخرط حزب الله وإسرائيل في اشتباكات عسكرية عبر الحدود أدت إلى نزوح مجتمعات بأكملها في إسرائيل ولبنان، مع إلحاق أضرار جسيمة بالمباني والأراضي على طول الحدود.
ابتداءً من 23 سبتمبر 2024، نفذت إسرائيل حوالي 1500 هجومًا على مواقع حزب الله في لبنان، في عملية أطلق عليها اسم السهام الشمالية. وشملت المناطق المستهدفة جنوب لبنان، ووادي البقاع، وضواحي بيروت. وبحسب وزارة الصحة اللبنانية، فإن هذه الضربات الإسرائيلية أسفرت عن مقتل 700 شخص على الأقل - بما في ذلك 50 طفلاً و94 امرأة و4 مسعفين - وإصابة 1835 شخصًا على الأقل. كانت هذه الضربات هي الأكثر دموية في لبنان منذ نهاية الحرب الأهلية اللبنانية التي دارت رحاها بين عامي 1975 و1990.

## النزوح

### 2023
نتيجة للقصف الإسرائيلي منذ 7 أكتوبر/تشرين الأول 2023 وحتى ما قبل غارات 23 سبتمبر/أيلول 2024، نزح أكثر من 111 ألف مدني في لبنان أثناء تجدد الصراع. وفي تقرير صادر عن منظمة العفو الدولية في 16 أكتوبر/تشرين الأول 2023، ذكر أن الجيش الإسرائيلي أطلق قذائف الفوسفور الأبيض على بلدة ظهيرة، مما أدى إلى نقل تسعة مدنيين إلى المستشفى وإشعال النار في منازل المدنيين وسياراتهم وممتلكاتهم الأخرى، وبالتالي إجبار المدنيين على النزوح من مناطق الهجوم.
أوقف حزب الله عملياته العسكرية لفترة وجيزة بعد سريان وقف إطلاق النار المؤقت بين إسرائيل وحماس في 24 نوفمبر/تشرين الثاني، أوقف الجيش الإسرائيلي القصف على أهداف في جنوب لبنان. ونتيجة لذلك، عاد بعض المدنيين النازحين إلى منازلهم.

### سبتمبر 2024
وبالإضافة إلى مئات الآلاف من اللبنانيين الذين نزحوا بالفعل منذ أكتوبر/تشرين الأول 2023، أفادت التقارير الأولية أن 90 ألف شخص آخرين نزحوا في أعقاب الضربات التي وقعت في 23 سبتمبر/أيلول مباشرة. في ذلك اليوم، كان الفارون من جنوب لبنان عالقين في حركة المرور حيث تحولت الرحلات التي تستغرق ساعتين إلى رحلات تستغرق يومًا كاملاً. وفي 25 سبتمبر/أيلول، قال وزير الخارجية اللبناني عبد الله بوحبيب إن نحو 500 ألف شخص نزحوا بسبب الضربات.

#### النزوح الداخلي
لجأ آلاف النازحين اللبنانيين إلى بيروت، وخصوصاً إلى حي الحمراء. وقد أدى التدفق السريع والمفاجئ للاجئين إلى المدينة إلى ملء أعداد كبيرة من الفنادق والملاجئ، ونقص محلي في الإمدادات الغذائية، و"أزمة مرورية هائلة" قادمة من جنوب بيروت. وقد نام العديد من النازحين في بيروت وصيدا في الحدائق، وفي السيارات، وعلى طول الشاطئ.

#### سوريا
وأفادت المفوضية العليا للأمم المتحدة لشؤون اللاجئين أن مئات السيارات والحافلات المدنية التي كانت تحاول الهروب من لبنان عبر الحدود اللبنانية السورية توقفت في طوابير تمتد لعدة كيلومترات. وبالإضافة إلى ذلك، أفادت التقارير أن العديد من المدنيين اللبنانيين في حشود كبيرة تضم نساء وأطفالاً ورضعاً والمصابين جراء الهجمات الإسرائيلية، وصلوا إلى الحدود السورية سيراً على الأقدام وهم يحملون كل ما في وسعهم. وبمجرد الوصول إلى الحدود، اضطر العديد من النازحين إلى الانتظار لساعات من أجل الحصول على المساعدات الأساسية بسبب الحجم الكبير للاجئين، واضطر العديد منهم إلى الانتظار في الخارج ليلاً في درجات حرارة باردة. صرح المفوض فيليبو غراندي أن العديد من النازحين الجدد هم عائلات تشكل جزءًا من 1.5 مليون لاجئ سوري نزحوا من الحرب الأهلية السورية إلى لبنان، فقط ليتم تهجيرهم قسراً مرة أخرى بسبب القصف العنيف.
ولجأ العديد من اللبنانيين الذين وصلوا إلى سوريا إلى منازل وشقق مستأجرة، فيما قام البعض منهم بدفع الإيجار مقدماً تحسباً لأي تصعيد مفاجئ. وقد فر العديد من اللبنانيين إلى سوريا بسبب قربها من وادي البقاع الذي تعرض للهجوم، وبسبب عدم اشتراط عبوره الحصول على تأشيرة للمواطنين اللبنانيين، وبسبب رخص إيجار العقارات في سوريا مقارنة بلبنان.
ويخشى العديد من اللاجئين السوريين في لبنان الذين نزحوا مجددا بسبب الاعتداءات الإسرائيلية من العودة إلى سوريا خوفا من تجنيدهم في الجيش السوري أو اعتقالهم بتهمة القيام بأعمال حقيقية أو متهمة لصالح معارضة الرئيس السوري بشار الأسد. وردًا على ذلك، أبلغ الأسد المواطنين السوريين بأنهم سيحصلون على عفو عن أي مخالفات محتملة ارتكبوها قبل 22 سبتمبر/أيلول 2024، بما في ذلك أولئك الذين تهربوا من التجنيد الإلزامي.

## الاستجابات
في نوفمبر/تشرين الثاني 2023، نفذ صندوق لبنان الإنساني مخصصاته الاحتياطية التي تصل إلى أربعة ملايين دولار أميركي لدعم شركائه للمساعدة في مساعدة المدنيين اللبنانيين النازحين أو المحاصرين في مناطق الصراع.
ردًا على إضرابات 23 سبتمبر 2024، تحولت مائتين وتسعين مدرسة إلى ملاجئ. ونظرًا لعدم قدرة الحكومة اللبنانية على توفير الإمدادات أو الموظفين، تعاونت العديد من المنظمات غير الحكومية والمتطوعين التابعين للأحزاب السياسية والمانحين الأفراد في محاولة تلبية احتياجات النازحين. وذكرت المفوضية السامية للأمم المتحدة لشؤون اللاجئين أنها ستزيد من الدعم بناءً على العدد المتزايد من النازحين المحتاجين، وستعمل مع الهلال الأحمر العربي السوري لتوفير الغذاء والمياه والإمدادات الأساسية والتوجيه للاجئين عند المعابر الحدودية إلى سوريا. وقُتلت دينا درويش، إحدى موظفات المفوضية السامية للأمم المتحدة لشؤون اللاجئين، مع أحد أطفالها في غارة إسرائيلية في البقاع.